# Waite (Automobilhersteller)
Waite war ein US-amerikanischer Hersteller von Automobilen.

## Unternehmensgeschichte
Harry Waite war bei einem Unternehmen für Farmmaschinen in Milwaukee in Wisconsin beschäftigt. 1907 mietete er im Süden Milwaukees eine kleine Fabrik an. Zusammen mit seinem jüngeren Bruder John begann die Produktion von Automobilen. Der Markenname lautete Waite. 1908 endete die Produktion.
Die Brüder gründeten daraufhin zusammen mit Samuel W. Watkins von der Beaver Manufacturing Company die Petrel Motor Car Company.

## Fahrzeuge
Die Fahrzeuge hatten einen Vierzylindermotor von Beaver. Im ersten Jahr hatte er 107,95 mm Bohrung, 120,65 mm Hub und 4417 cm³ Hubraum. Im Folgejahr wurde die Bohrung auf 111,125 mm erhöht, wodurch sich 4680 cm³ Hubraum ergab. Beide Motor waren mit 30 PS angegeben. Besonderheit war das Friktionsgetriebe, worauf Harry Waite ein Patent hielt. Einzige bekannte Karosseriebauform war ein Runabout mit zwei Sitzen.